# Kaplica na Cmentarzu Kozanowskim we Wrocławiu
Kaplica na Cmentarzu Kozanowskim − kaplica cmentarna, która znajdowała się w centralnej części dawnego komunalnego Cmentarza Kozanowskiego między ulicami Pilczycką a Lotniczą we Wrocławiu. Rozebrana około 1967 roku.

## Historia
Cmentarz komunalny na Kozanowie (niem. Coseler Friedhof) został otwarty w roku 1904 i znajdował się między dzisiejszymi ulicami Pałucką (wówczas Coselstrasse) i Pilczycką (Pilsnitzer Strasse). Około roku 1906 wybudowano na nim kaplicę pogrzebową. W roku 1919 cmentarz powiększono dodając do niego pole o powierzchni około 11 ha znajdujące się pomiędzy ulicami Pilczycką a Lotniczą (Flughafenstrasse), które zostało jeszcze dodatkowo powiększone w roku 1933. 
Na początku lat trzydziestych podjęto decyzję o budowie na nowszej części cmentarza drugiej kaplicy pogrzebowej, w której miałaby się znajdować kostnica i biura cmentarza, ponieważ korzystanie w czasie ceremonii pogrzebowych z kaplicy na starym mniejszym cmentarzu oddzielonym ulicą Pilczycką powodowało pewne utrudnienia. Projekt nowej kaplicy wykonał w roku 1933 architekt miejski pełniący funkcję dyrektora wydziału wrocławskiego magistratu zajmującego się m.in. cmentarzami Richard Konwiarz. Wybudowana jeszcze w tym samym roku została oddana do użytku w styczniu 1934. Służyła ona mieszkańcom Wrocławia do roku 1945. 
W okresie powojennym Cmentarz Kozanowski przez krótki okres do roku 1950 był użytkowany także jako cmentarz komunalny, jednak później został przeznaczony do likwidacji, a kaplica stała się tym samym bezużyteczna. Została rozebrana prawdopodobnie około roku 1967, kiedy likwidowano cmentarz. W miejscu cmentarza powstał Park Zachodni.

## Architektura
Kaplica znajdowała się w centralnej części dawnego cmentarza. Jej bryła kaplicy miała kształt inspirowany sakralną architekturą nurtu Neues Bauen z elementami historyzującymi. Nawa kaplicy została wzniesiona na planie prostokąta o wymiarach 8 × 10 m, kryta płaskim drewnianym stropem, doświetlana z obu boków dużymi prostokątnymi oknami o kwadratowych podziałach. Miała wysokość 6,5 m. Od frontu do nawy przylegała wyższa część w postaci stylizowanego westwerku z dwiema pseudowieżyczkami, w których umieszczono elektrycznie uruchamiane dzwony. Główne wejście w ścianie północnej zaznaczone było przedsionkiem, zostało ujęte w dwa ramiona wachlarzowo rozstawionej kolumnady posadowionej na czterech stopniach. Od południa do budynku przylegała niższa i szersza część z osobnym wejściem, w której znajdowały się: mniejsza dodatkowa kaplica, pomieszczenie dla duchownego oraz inne pomieszczenia gospodarcze i sanitariaty. Ściany kaplicy zostały otynkowane i pomalowana białą farbą.
Wewnątrz kaplicy w ścianie południowej ponad ołtarzem wisiał mosiężny krucyfiks wykonany przez wrocławskiego rzeźbiarza Hermanna Diesenera. Przed ołtarzem umieszczono elektrycznie napędzany katafalk, za pomocą którego wwożono z piwnicy trumny z ciałami zmarłych. W piwnicy znajdowała się kostnica i sala obdukcji.
W opinii historyka sztuki prof. Janusza Leona Dobesza kaplica ta prezentowała cechy wyrafinowanego modernizmu i zaliczyć ja można do najlepszych dzieł architektury sakralnej tego nurtu we Wrocławiu, a także do najciekawszych realizacji autorstwa Konwiarza.